# Llau de Vall d'en Pere
La llau de Vall d'en Pere és una llau del terme municipal d'Isona i Conca Dellà, dins del territori de l'antic terme d'Orcau.
Aquesta llau es forma al Pas de Vall d'en Pere, per la unió de diversos barrancs: el barranc de la Cultia, que procedeix de l'oest-nord-oest, el barranc de les Collades, que davalla del nord-est, i d'altres de més petits. Des d'aquest lloc, la llau de Vall d'en Pere emprèn la direcció sud, decantant-se lleugerament cap a ponent, en un primer tram, i ja decididament cap al sud-oest quan arriba a prop del poble de Basturs. Passa pel nord d'aquest poble, on s'uneix al barranc dels Corrals.